# Puyo Puyo (серия игр)
Puyo Puyo (яп. ぷよぷよ Пуё Пуё) — серия видеоигр в жанре аркадная головоломка.

## История
Первая игра серии, Puyo Puyo, была разработана компанией Compile в 1991 году. Она использовала персонажей из ролевой игры Madou Monogatari, разработанной той же компаний в 1989 году. Впоследствии игра была портирована на ряд других систем.
В 1992 году компания Sega получила частичные права на серию и выпустила версию игры в виде аркадного игрового автомата, что привело к росту популярности серии. Игра также лицензирована компанией Nintendo. Sega и Nintendo выпустили версии игры для своих игровых консолей с персонажами своих популярных франчайзов —  Sonic the Hedgehog (Dr. Robotnik and Mean Bean Machine) и Kirby (Kirby's Avalanche).
Последующие игры серии разрабатывались и издавались разными компаниями. В 2002 году, с банкротством компании Compile, разработка серии была продолжена внутренней студией Sonic Team, сохранившей частичные права на серию.
С 2001 года игры серии также выходят под названием Puyo Pop, для стран за пределами Японии.
С 12 января 2017 года было объявлено, что игра Puyo Puyo Tetris выйдет за пределами стран на Nintendo Switch и PlayStation 4. Считается что локализированная версия будет включать новое озвучивание и интерфейс на английском языке.

## Игровой процесс
Игровой процесс игр серии напоминает игры «Тетрис» и Columns. Игровое поле представляет собой стакан, в который падают разноцветные круглые полупрозрачные создания с глазами, называемые Пуё. Игрок должен складывать их одинакового цвета так, чтобы они соприкасались. При создании группы любой формы из четырёх и более Пуё одного цвета они исчезают с игрового поля. Особенностью игры является возможность создания серий — игрок может расположить Пуё таким образом, что при создании цепочки и исчезании одной группы созданий сложится следующая серия. Другой особенностью является наличие режима игры против компьютера или второго игрока, где при создании серии одним игроком в стакан другого падают «бледные» Пуё (также называемые мусорными Пуё), исчезающие только при составлении соседней с ними группы цветных существ.

## Игры
| 1991 | Puyo Puyo                                     |
| 1992 |                                               |
| 1993 | Nazo Puyo                                     |
| 1993 | Nazo Puyo 2                                   |
| 1994 | Nazo Puyo: Arle no Roux                       |
| 1994 | Puyo Puyo Tsu                                 |
| 1995 | Super Nazo Puyo: Rulue no Roux                |
| 1996 | Super Nazo Puyo 2: Rulue no Tetsuwan Hanjouki |
| 1996 | Puyo Puyo SUN                                 |
| 1997 |                                               |
| 1998 | Waku Waku Puyo Puyo Dungeon                   |
| 1999 | Puyo Puyo~n                                   |
| 1999 | Puyo Puyo Gaiden: Puyo Wars                   |
| 1999 | Puyo Puyo DA!                                 |
| 2000 | Arle no Bouken: Mahou no Jewel                |
| 2000 | Puyo Puyo BOX                                 |
| 2001 | Minna de Puyo Puyo                            |
| 2002 |                                               |
| 2003 | Puyo Pop Fever                                |
| 2004 |                                               |
| 2005 | Puyo Puyo Fever 2                             |
| 2006 | Puyo Puyo! 15th Anniversary                   |
| 2007 |                                               |
| 2008 |                                               |
| 2009 | Puyo Puyo 7                                   |
| 2010 |                                               |
| 2011 | Puyo Puyo!! 20th Anniversary                  |
| 2012 |                                               |
| 2013 | Puyopuyo!! Quest                              |
| 2013 | Puyopuyo!! Quest Arcade                       |
| 2014 | Puyo Puyo Tetris                              |
| 2015 |                                               |
| 2016 | Puyo Puyo Chronicle                           |
| 2017 |                                               |
| 2018 | Puyo Puyo Champions                           |
| 2019 |                                               |
| 2020 | Puyo Puyo Tetris 2                            |
| 2021 |                                               |
| 2022 |                                               |
| 2023 |                                               |
| 2024 | Puyo Puyo Puzzle Pop                          |

На данный момент выпущено всего 25 игр серии Puyo Puyo, из них 8 игр в жанре платформера. В основной серии всего 17 игр. Игра Super Nazo Puyo: Rulue no Roux имеет жанр головоломки и кулинарной игры, где нужно правильно расположить шарики Пуё, чтобы блюдо получилось вкусным. Puyo Puyo DA! является единственной игрой серии, не имеющий жанра головоломки, а музыкальной игры, а Puyo Puyo BOX является единственной игрой серии, не изданной Sega и последней, разработанной Compile. Всего 12 игр вышло в США и Европе, а Японии вышло всего 24 игры. 18 февраля 2019 года было объявлено, что игра Puyo Puyo Champions выйдет за пределами Японии, а выпуск этой игры в США и Европе состоялся 7 мая 2019 года.

## Факты
- С 1997 по 1999 годы по игре Puyo Puyo SUN были сняты короткометражки, выходящие в разное время на телеканале TV Tokyo.[источник не указан 919 дней]

## Клоны
- FloboPuyo — кроссплатформенный и свободный.
- Amoebax — кроссплатформенный и свободный. Ориентирован на детей, так как имеет соответствующие оформление и степень сложности состязания с компьютером.
- Xpuyopuyo — свободный, для Linux. Графика реализована на устаревших библиотеках GTK+ первой версии, поэтому она может показаться непривычной.